# NGC 7202
NGC 7202 est une étoile située dans la constellation du Poisson austral,. L'astronome britannique John Herschel a enregistré la position de celle-ci le 15 aout 1835.
La base de données Simbad et le logiciel Aladin indiquent la bonne position de NGC 7202, mais ils indiquent aussi qu'il s'agit d'une galaxie, une erreur assez évidente.